# Manaul
El ave Manaul es una criatura  de la mitología Filipina mencionada en el Código de Kalantiaw. Según este documento, el asesinato de este pájaro es castigable con la muerte. Aun así,  hay historias de que el Manaul era el rey de pájaros. Finalmente se volvió malvado y fue convertido en un pájaro como castigo. Fue atrapado por el dios del viento, Tabluk Lani, pero escapo. Sin hogar, el Manaul le al dijo cielo que el mar crecería hasta cubrirlo. El Manaul entonces le dijo al mar que el cielo lo empujaría hacia abajo. Ambos se enfurecieron. El cielo empezó a lanzar rocas gigantas al mar qué crearon olas gigantes. El cielo y el mar finalmente pararon de luchar pero las rocas se quedaron en el mar y se convirtió en e hogar del Manaul las cuales ahora son las islas Filipinas.